# Barranca Nabil
Barranca Nabil är en ort i Mexiko.   Den ligger i kommunen Yajalón och delstaten Chiapas, i den sydöstra delen av landet, 800 km öster om huvudstaden Mexico City. Barranca Nabil ligger 858 meter över havet och antalet invånare är 238.
Terrängen runt Barranca Nabil är kuperad åt sydväst, men åt nordost är den bergig. Barranca Nabil ligger nere i en dal. Runt Barranca Nabil är det ganska tätbefolkat, med 56 invånare per kvadratkilometer. Närmaste större samhälle är Yajalón, 1,9 km nordväst om Barranca Nabil. I omgivningarna runt Barranca Nabil växer i huvudsak städsegrön lövskog.